# Sicherheitsbericht für Stauanlagen

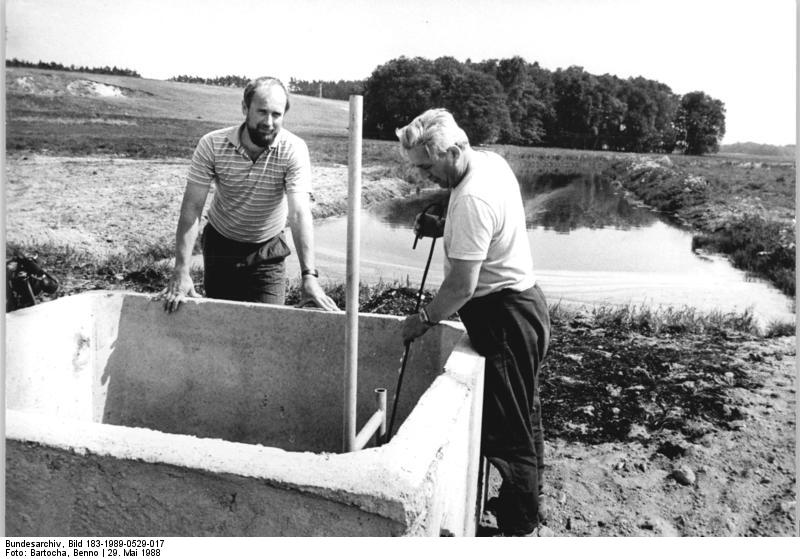
Überprüfung einer Stauanlage

Talsperren, Hochwasserrückhaltebecken und andere Stauanlagen sind regelmäßig durch den Betreiber zu überprüfen. Seit 1995 sind die Ergebnisse für jede Anlage in Sicherheitsberichten zu dokumentieren. Der erforderliche Inhalt ist in dem DVWK-Merkblatt 231 von 1995 und auch in der DIN 19700 von 2004 beschrieben. Unter anderem sollen die Messdaten der Eigenüberwachung in den Berichten ausgewertet werden.
Der Sicherheitsbericht ist in zwei Teile gegliedert. Teil A beschreibt die Stauanlage einschl. der technischen Daten. Teil B dokumentiert Bauwerks- und Betriebsüberwachung sowie Messergebnisse und Beobachtungen für das Berichtsjahr.
Neben den jährlichen Sicherheitsberichten gibt es vertiefte Berichte mit einer umfassenden Prüfung (Vertiefte Überprüfung).
Die Sicherheitsberichte werden von den Aufsichtsbehörden (zum Beispiel den Landesumweltämtern) kontrolliert.